# 1313 Berna
1313 Berna је астероид главног астероидног појаса са средњом удаљеношћу од Сунца која износи 2,655 астрономских јединица (АЈ).
Апсолутна магнитуда астероида је 11,8 а геометријски албедо 0,064.